# German Open 1959
Die German Open 1959 im Badminton fanden in Bonn am 7. und 8. März 1959 statt. Damals waren die Meisterschaften auch unter dem Titel German International oder Internationale Meisterschaften von Deutschland bekannt.

## Austragungsort
Hans-Riegel-Halle

## Sieger und Platzierte
| Disziplin    | Gold                               | Silber                               | Bronze                             |
| ------------ | ---------------------------------- | ------------------------------------ | ---------------------------------- |
| Herreneinzel | Bertil Glans                       | Ingemar Eliasson                     | Hugh Findlay                       |
| Herreneinzel | Bertil Glans                       | Ingemar Eliasson                     | Rune Brinkestedt                   |
| Dameneinzel  | Aase Schiøtt Jacobsen              | Agnete Friis                         | Berit Olsson                       |
| Dameneinzel  | Aase Schiøtt Jacobsen              | Agnete Friis                         | Amy Pettersson                     |
| Herrendoppel | Jesper Sandvad Poul-Erik Nielsen   | Bertil Glans Ingemar Eliasson        | Leif Jensen Hans Jensen            |
| Herrendoppel | Jesper Sandvad Poul-Erik Nielsen   | Bertil Glans Ingemar Eliasson        | Hugh Findlay F. John Shaw          |
| Damendoppel  | Agnete Friis Aase Schiøtt Jacobsen | Karin Rasmussen Annette Schmidt      | Ingrid Dahlberg Berit Olsson       |
| Damendoppel  | Agnete Friis Aase Schiøtt Jacobsen | Karin Rasmussen Annette Schmidt      | Hannelore Schmidt Gisela Ellermann |
| Mixed        | Poul-Erik Nielsen Agnete Friis     | Arne Rasmussen Aase Schiøtt Jacobsen | Bengt-Åke Jönsson Amy Pettersson   |
| Mixed        | Poul-Erik Nielsen Agnete Friis     | Arne Rasmussen Aase Schiøtt Jacobsen | Bertil Glans Berit Olsson          |

## Finalergebnisse
| Disziplin    | Sieger                             | Finalist                             | Ergebnis           |
| ------------ | ---------------------------------- | ------------------------------------ | ------------------ |
| Herreneinzel | Bertil Glans                       | Ingemar Eliasson                     | 15–10, 15–7        |
| Dameneinzel  | Aase Schiøtt Jacobsen              | Agnete Friis                         | 12–10, 11–1        |
| Herrendoppel | Jesper Sandvad Poul-Erik Nielsen   | Bertil Glans Ingemar Eliasson        | 15–13, 15–8        |
| Damendoppel  | Agnete Friis Aase Schiøtt Jacobsen | Karin Rasmussen Annette Schmidt      | 15–12, 15–6        |
| Mixed        | Poul-Erik Nielsen Agnete Friis     | Arne Rasmussen Aase Schiøtt Jacobsen | 6–15, 15–13, 15–13 |